# Epidermaler Nävus
Der Epidermale Nävus ist ein angeborenes, vom Ektoderm abstammendes Hamartom (Nävus) mit einer streifenförmigen, meist braun gefärbten Verdickung der Epidermis und einer Hyperkeratose.
Die Oberhautveränderungen folgen den Blaschko-Linien, sind bereits bei Geburt vorhanden oder treten in den ersten Lebensjahren auf.
Liegen zusätzlich – wie bei einem Drittel der Betroffenen – Mitbeteiligungen anderer Organsystem vor, spricht man von einem Epidermal-Naevus-Syndrom (ENS, Solomon-Syndrom).
Eine Kombination von Epidermalnävus und neurologischen Veränderungen wird als Schimmelpenning-Feuerstein-Mims-Syndrom angesehen.

## Histopathologische Einteilung
Epidermale Naevi können nach ihrem hauptsächlichen histologischen Bestandteil eingeteilt werden:
- Acrokeratosis-verruciformis-artig
- Epidermolytisch-hyperkeratotisch
- Seborrhoische Keratose-artig (Naevus sebaceus; Talgdrüsennävus)
- Psoriasis-artig (Inflammatorischer lineärer verruköser Epidermalnaevus ILVEN)
- Warzen-artig (Naevus verrucosus; Warzennävus)
- Porokeratose-artig
- Akantholytisch
- Komedonen-artig (Naevus comedonis; Komedonennävus)

## Klassifikation
Folgende klinische Klassifikation ist gebräuchlich:
- Einfache epidermale Naevi (nur Epidermis)
  - Papillomatöse, weiche Form
  - Verruköse, harte Form
  - ILVEN
  - Epidermolytische epidermale Form
  - CHILD-Syndrom
  - Naevus corniculatus
  - Segmentale Form des Morbus Darier
  - Segmentale Form des Morbus Hailey-Hailey
- Zusammengesetzte "organoide" epidermale Naevi (Epidermis und Hautanhangsgebilde betroffen)
  - Naevus sebaceus
  - Naevus comedonicus
  - Porokeratotischer ekkriner Ostiumnaevus (PEODDN)
  - ekkrines Hamartom
  - Haarnävus
  - Munro-Nävus

## Verbreitung
Die Häufigkeit wird mit 1–3 zu 1.000 Personen angegeben. Die Naevi können bereits bei der Geburt sichtbar sein oder sich im Laufe der Kindheit entwickeln.

## Ursache
Eine einzelne Ursache scheint nicht vorzuliegen.
Mutationen im FGFR3- und PIK3CA-Gen finden sich bei etwa 40 % der keratinozytischen epidermalen Naevi, Mutationen im HRAS-Gen lassen sich beim Naevus sebaceus, aber auch bei keratinozytischen epidermalen Naevi nachweisen.
Seltener finden sich Mutationen im KRAS- und NRAS-Gen.
Alle genannten Gene sind im „Cellular signaling“ beteiligt, einem Prozess, der das Wachstum und die Zellteilung von Hautzellen reguliert. Die Mutationen liegen nur in den Nävuszellen vor, nicht in der angrenzenden normalen Haut, ein sogenanntes Mosaik.

## Diagnose
Die Diagnose wird anhand der Klinik und der Histopathologie gestellt.

## Differentialdiagnose
Abzugrenzen sind streifenförmige Psoriasis und andere Lichenformen streifenförmige Lichenformen, insbesondere Lichen ruber planus, ferner
- Acrokeratosis verruciformis
- CHILD-Syndrom
- Epidermodysplasia verruciformis
- Epidermolytische Ichthyose[6]
- Erythrokeratodermia variabilis
- Morbus Darier
- Naevus comedonicus
- Naevus sebaceus
- Porokeratose

## Geschichte
Die Erstbeschreibung als "Naevus unius lateris" für einen systematisierten verrukösen Nävus soll aus dem Jahre 1863 von Friedrich Wilhelm Felix von Bärensprung stammen. (zit. nach)